# Provinz Tamarugal
Die Provinz Tamarugal (spanisch Provincia de Tamarugal) ist eine Provinz in der chilenischen Región de Tarapacá. Die Hauptstadt ist Pozo Almonte. Beim Zensus 2017 lag die Einwohnerzahl bei 30.715 Personen, womit die Bevölkerungsdichte sehr niedrig ist.

## Geschichte
Das Gesetz zur Schaffung dieser Provinz wurde am 23. März 2007 von Präsidentin Michelle Bachelet in der Stadt Arica erlassen. Die Gemeinden der Provinz gehörten davor zur Provinz Iquique. 

## Gemeinden
Die Provinz  Tamarugal gliedert sich in fünf Gemeinden:
- Pozo Almonte
- Huara
- Pica
- Camiña
- Colchane